# Lood(II)hydroxide
Lood(II)hydroxide is een hydroxide van lood, met als brutoformule Pb(OH)2. Het is een zeer zwakke base, en lost heel slecht op in water, waardoor het als witte neerslag te zien is.

## Synthese
Lood(II)hydroxide kan bereid worden uit een metathesereactie van lood(II)nitraat met natriumhydroxide:
{\displaystyle \mathrm {Pb(NO_{3})_{2}\ +\ 2\ NaOH\longrightarrow \ Pb(OH)_{2}\ +\ 2\ NaNO_{3}} }
Volgens bepaalde bronnen ontstaat hierbij echter geen lood(II)hydroxide, maar een mengsel van loodoxide-hydraten en lood-nitraat-oxide-hydroxide.
Een alternatieve synthese is de reactie van metallisch lood, zuurstofgas en carbonaatvrij water:
{\displaystyle \mathrm {2\ Pb\ +\ O_{2}\ +\ 2\ H_{2}O\ \longrightarrow 2\ Pb(OH)_{2}} }

## Eigenschappen
Lood(II)hydroxide komt voor als een wit amorf poeder dat boven 145 °C ontleedt in lood(II)oxide en water (dehydratie):
{\displaystyle \mathrm {Pb(OH)_{2}\ {\xrightarrow {\ 145^{o}C\ }}\ PbO\ +\ H_{2}O} }
Wanneer lood(II)hydroxide in reactie met koolstofdioxide wordt gebracht, ontstaat lood(II)carbonaat:
{\displaystyle \mathrm {Pb(OH)_{2}\ +\ CO_{2}\ \longrightarrow \ PbCO_{3}\ +\ H_{2}O} }
Lood(II)hydroxide is oplosbaar in zuren, waarbij het overeenkomstige zout wordt gevormd. Een voorbeeld is de reactie met zwavelzuur, waarbij lood(II)sulfaat wordt gevormd:
{\displaystyle \mathrm {Pb(OH)_{2}\ +\ H_{2}SO_{4}\ \longrightarrow \ PbSO_{4}\ +\ 2\ H_{2}O} }
Bij het oplossen in een sterke base (zoals natriumhydroxide), wordt een wateroplosbaar hydroxocomplex gevormd: [Pb(OH)4]2−.